# Piriqueta dentata
Piriqueta dentata är en passionsblomsväxtart som beskrevs av M.M. Arbo. Piriqueta dentata ingår i släktet Piriqueta och familjen passionsblomsväxter. Inga underarter finns listade i Catalogue of Life.